# Wspólnoty i Zbory Ewangeliczne Francji
Wspólnoty i Zbory Ewangeliczne Francji (fr. Communautés et Assemblées Évangéliques de France, CAEF) – ewangelikalna denominacja chrześcijańska we  Francji. 
CAEF czerpie ze spuścizny ruchu anabaptystycznego i przebudzeń ewangelicznych z XVIII i XIX wieku. Posiada 104 kościoły we Francji i 45 na francuskich terytoriach zależnych.
Jest członkiem Krajowej Rady Ewangelików Francji (CNEF).